# Ambararatabe
Ambararatabe est une commune rurale malgache située dans la partie centre-sud de la région de Bongolava.
En matière d'éducation, la commune dispose de 5 écoles primaires publiques, 9 écoles primaires privées, 1 collège public et 3 collèges privés.
Quelques services sont par ailleurs présents comme une brigade de gendarmerie (12 gendarmes) et un détachement autonome de sécurité (3 militaires).

## Géographie
Composé d'une ville centre et de sept villages, Ambararatabé est situé à 43km de Tsiroanamandidy (chef lieu de district). Son territoire comporte 84 km² de terres cultivables dont 60 km² sont actuellement exploités

## Démographie
11546 habitants (2307 foyers) (source: recensement municipal total 2011)

## Économie
La population d'Ambararatabe vit principalement de l'agriculture (riziculture, maïs, manioc, baies roses, arachides, maraîchage).
Selon les chiffres 2008, la production commercialisée a été de:
4362 tonnes de riz, 4710 tonnes de maïs, 27500 tonnes de manioc, 4132 zébus, 1540 porcs, 380 chèvres, 22448 volailles, 490 kg de poissons issus de la pisciculture.
On trouve sur le territoire communal, 13 décortiqueries, 5 greniers et une antenne de la CECAM (Caisse d'épargne et de crédit agricole mutuel).
Un marché se tient tous les lundis.
(Sources : conseil municipal d'Ambararatabé, septembre 2011).